# Alexander Ritter
Alexander Ritter (Narva, Estònia, 7 de juny de 1833 - Múnic, Baviera, 12 d'abril de 1896) fou un violinista i compositor alemany d'origen rus.
Des de la seva infància va viure a Dresden, on fou company de col·legi de Hans von Bülow. Després d'haver estudiat música en aquella capital, ingressà en el Conservatori de Leipzig, on hi va romandre tres anys, i on va tenir entre altres alumnes en Ernst Oswald Spitzner. El 1856 fou nomenat director d'orquestra del teatre de Szczecin i dos anys abans s'havia casat amb Francesca Wagner, neboda de Richard Wagner, i ambdós foren contractats per diverses empreses.
Artista d'un gran talent, però desigual, deixà diverses obres de real vàlua, entre les que cal citar les òperes Der faule Hans (1885), Wem die Krone? (1890); les obres simfòniques Seraphische Phantasie, Erotische Legende, Olafs Hochzeitreigem, Karfreitag, Sursum corda, etc.